# Ateliotum insularis
Ateliotum insularis är en fjärilsart som beskrevs av Hans Rebel 1896. Ateliotum insularis ingår i släktet Ateliotum och familjen äkta malar. Inga underarter finns listade i Catalogue of Life.